# Winnipeg (bateau)
Pour les articles homonymes, voir Winnipeg (homonymie).
Le Winnipeg, le bateau de l'espoir, (ex-Jacques Cartier) est le nom du bateau affrété en 1939 par Pablo Neruda pour emmener 2 500 réfugiés espagnols, républicains, anarchistes ou communistes, fuyant l'Espagne franquiste après la victoire du camp nationaliste, vers le Chili.

## Histoire
Lorsque éclate la guerre civile, Pablo Neruda, qui avait été précédemment consul du Chili en Espagne, se préoccupe du sort des réfugiés espagnols en France, retenus dans des camps de concentration dans des conditions déplorables. En accord avec le président chilien de l'époque Pedro Aguirre Cerda, intéressé par l'idée de faire venir de nouveaux immigrants, il décide d'affréter un bateau : Le Winnipeg.
Celui-ci, un ancien cargo français de 9 000 tonnes habituellement utilisé pour transporter une centaine de passagers entre le port de Marseille et l'Afrique du Nord, fut aménagé pour recevoir plus de 2 500 réfugiés espagnols.
Le Winnipeg, leva l'ancre le matin du 4 août 1939 du port de Trompeloup sur la commune de Pauillac près de Bordeaux, et accosta à Valparaíso le 3 septembre 1939. Les derniers jours de navigation se faisant près de la côte et dans l'obscurité, par crainte d'attaques de sous-marins allemands.
Le 26 août 1939, le bateau accoste à Arica et un groupe de passagers est descendu pour s'y installer, en fin de journée du 2 septembre, le Winnipeg a accosté au port de Valparaíso. Le débarquement des passagers commence le lendemain, un dimanche à 9 heures du matin.Les réfugiés se souviennent de leur accueil à Valparaíso, où des autorités civiles et militaires, des dirigeants politiques, syndicaux, étudiants, et un public nombreux les attendaient chantant des chansons républicaines pour les accueillir.
Sur le navire, le service santé, remarquable, repose sur la fille de Marcel Cachin et sur son époux. Ils doivent notamment faire face à plusieurs cas de typhoïde. Des assemblées générales de partis (Parti communiste d'Espagne, Parti socialiste (PSOE), Gauche républicaine, CNT-FAI, etc.) se succèdent. Le recrutement des passagers est controversé : certains prétendent que Pablo Neruda sélectionna à l'embarquement les communistes et empêcha les troskistes et les anarchistes d'embarquer. Selon l'historien allemand David Schidlowsky, « 86 % des demandes des réfugiés anarchistes furent refusées » et « les anarchistes qui arrivent finalement au Chili représentent 0,9 % de l'ensemble ».
La réalité est plus complexe. S'il est certain que beaucoup de communistes embarquèrent, Neruda n'était pas seul responsable des choix: il avait l'ordre d'embarquer des familles et des professions précises.

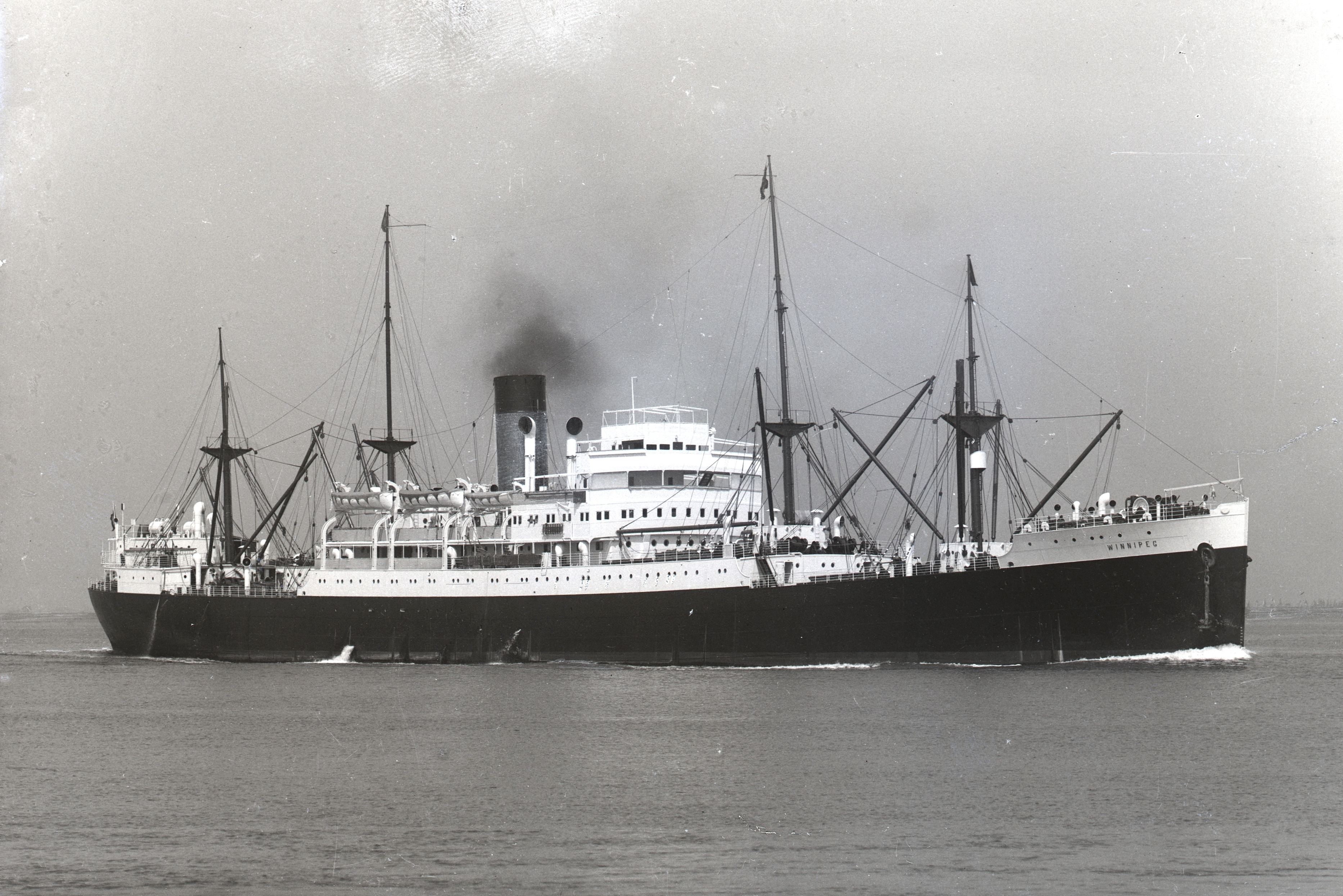
Le Winnipeg sur l’Escaut

Il existe une liste de passagers "Les espagnols du Winnipeg" publié  par Jaime Ferrer Mir, sur le site du Centre de ressources numériques "Memoria Chilena" appartenant aux collections de la Bibliothèque nationale du Chili. De plus, au moment de l'embarquement, beaucoup de réfugiés se présentèrent au dernier moment, ayant appris la nouvelle du départ. On estime à 600 personnes les passagers embarqués qui n'étaient pas sur les premières listes.

## En fiction
Un roman de Ramón Chao, L'Odyssée du « Winnipeg » relate le transport des réfugiés républicains à bord de ce navire en soutenant la thèse de l'exclusion des anarchistes du bateau
Pablo Neruda a publié un poème en prose en 1969 intitulé "El Winnipeg" qui raconte cet épisode. Celui-ci a été réimprimé dans la revue de la fondation Pablo Neruda no 82 å l'occasion des 80 ans de cette traversée.

## Refugiados destacados
Parmi les personnes arrivées au Chili à bord du Winnipeg, on trouve :
- Agnes América Winnipeg Alonso Bollada, née le 6 août 1939, la première personne née à bord du navire Winnipeg.
- Leopoldo Castedo, historien espagnol naturalisé chilien en 1948.
- Mauricio Amster, typographe, graphiste, écrivain et traducteur d'origine polonaise.
- Elena Gómez de la Serna, publiciste et journaliste espagnole, exilée au Chili à bord du Winnipeg.
- Montserrat Julió Nonell, actrice de théâtre et de cinéma espagnole, réalisatrice théâtrale et écrivaine.
- Isidro Corbinos, professeur et journaliste espagnol.
- Diana Pey, pianiste et compositrice espagnole, exilée après la Guerre civile espagnole, vivant d'abord au Chili puis aux États-Unis.
- Víctor Pey, ingénieur, professeur et homme d'affaires espagnol naturalisé chilien. Après avoir combattu dans la Guerre civile espagnole, il s'est exilé au Chili, où il a été copropriétaire d'une entreprise d'ingénierie, directeur du journal Clarín et conseiller du président Salvador Allende.
- Roser Bru, peintre et graveuse chilienne d'origine espagnole. Roser Bru naît à Barcelone le 15 février 1923. L'année suivante, sa famille s'exile à Paris au moment de la dictature de Primo de Rivera qui prohibe notamment la langue catalane. Quatre ans plus tard, ils rentrent dans leur ville natale, où Roser étudie à l'école Montessori, puis, en 1931, à l'institut-école de la Généralité. En 1939, après la guerre civile espagnole, la famille repart en France, où elle embarque pour le Chili à bord du bateau Winnipeg. Elle arrive à Valparaíso le 3 septembre 1939.
- Serapio Ibañez Echevarria, originaire de Santander et membre du Parti socialiste ouvrier espagnol (PSOE). Il a combattu le fascisme durant la Guerre civile espagnole. Après avoir traversé les Pyrénées pour se réfugier en France, lors de la Retirada, il a rejoint les camps de concentration d'Argelès-sur-Mer. Grâce à l'intervention du poète Pablo Neruda, il a embarqué à bord du Winnipeg en tant qu'ingénieur naval, à destination du Chili où il a établi des liens avec d'importantes personnalités latino-américaines, principalement au Pérou avec des figures telles que Luis Banchero Rossi. Pendant l'essor de l'industrie halieutique au Pérou, il est devenu propriétaire de navires de pêche dans la province de Huarmey, devenant ainsi membre de la Société nationale de pêche et participant activement à la recherche scientifique océanographique.
- José Balmes, peintre. Ce dernier se souvient ainsi du geste du poète Pablo Neruda
- Federico Gras París, Il était Chef d'Agent du "Parc Mòbil del Cos de Seguretat de Catalunya" jusqu'en 1939. Il a continué à soutenir la cause républicaine en exil, établissant des liens avec d'importantes personnalités d'Amérique latine, principalement en Argentine et au Mexique. Bienfaiteur et collectionneur d'art, une activité familiale datant de 1400, où son ancêtre, don Bartolomé Gras, est mentionné comme trésorier de la maison et de la cour du roi Alfonso V d'Aragon.
- Julio Calera Villalba, Compositeur, interprète, arrangeur, professeur de musique et militaire ayant combattu pour la République pendant la guerre civile espagnole et ayant dû s'exiler à la fin du conflit. Après avoir été arrêté et interné dans deux camps de concentration dont il a réussi à s'échapper, il a voyagé sur le Winnipeg grâce à Pablo Neruda et une fois au Chili, il a continué à se consacrer à la musique et a travaillé à la radio, devenant directeur de plusieurs programmes importants.
- Luis Cantillano Pereiro Pérez, Julio. Pilote émérite de l'armée de l'air républicaine espagnole, membre de l'escadron "las Moscas", protagoniste de livres comme "Arde el Cielo" de l'auteur Antonio Arias Arias.
- Victorino Farga Cuesta, Catalan, parti à 12 ans, il était un médecin éminent, spécialisé dans les maladies broncho-pulmonaires.
- Les frères Juan, Manuel et Francisco Vallejo, les trois volontaires de l'Armée populaire républicaine (EPR), grands-parents des fondateurs du groupe rock italien Exit Refugium Peccatorum (ERP), qui leur ont dédié, ainsi qu'à tous les révolutionnaires espagnols, les chansons "C.N.T." et "F.A.I." (Organisations syndicales et anarchistes révolutionnaires auxquelles leurs grands-parents étaient affiliés).
- Miguel de los Santos Cunillera Rius, éminent docteur, député élu par Tarragone en 1932 pour le Parti Radical Autonome.
- José Ortiz Zubia. Basque, républicain et communiste. Plus tard, il a été en contact avec les prisonniers de l'île de Dawson. Pendant la guerre civile espagnole, il a été nommé directeur de l'Agrupación Hospitalaria Militar de las Comarcas de Gerona. Pendant le voyage d'exil sur le navire, il a joué le rôle de médecin de bord.
- José Manuel Moreno González, écrivain
- Luis Fernández Turbica, dramaturge renommé.